# Chehalis (Stalo)
Chehalis (Chehalis First Nation), jedna od skupina Stalo Indijanaca iz Kanade, koji su živjeli duž srednjeg tola rijeke Harrison, a danas na rezervatima Chehalis 5, Chehalis 6 i Pekw'xe:Yles (Peckquaylis), provincija Britanska Kolumbija. Ne smiju se brkati s plemenom Chehalis iz Washingtona. 
Chehalisi govore jezikom stó:lō halq'eméylem, ali se njime danas služi svega nekoliko pripadnika ovog plemena.
Danas se vode pod službenim nazivom Chehalis First Nation. 